# Zeros i uns
Zeros i uns (títol original en anglès, Zeros and Ones) és una pel·lícula de thriller italoestatunidenc del 2021 escrita i dirigida per Abel Ferrara i protagonitzada per Ethan Hawke. S'ha doblat i subtitulat al català.
Es va estrenar al 74è Festival de Cinema de Locarno l'agost de 2021 i es va estrenar de forma limitada a les sales de cinema, i a la carta i a les plataformes digitals el 19 de novembre de 2021.